# Физико-географическое районирование Германии
Принятое в Германии физико-географическое районирование страны основано на делении территории по геологическим, геоморфологическим, гидрологическим, почвенным и биогеографическим критериям. Административные и государственные границы при районировании не учитываются. Территория страны разделена на крупные регионы (Großregionen) первого, второго и третьего порядков, основные единицы (Haupteinheiten)и субединицы (Untereinheiten).

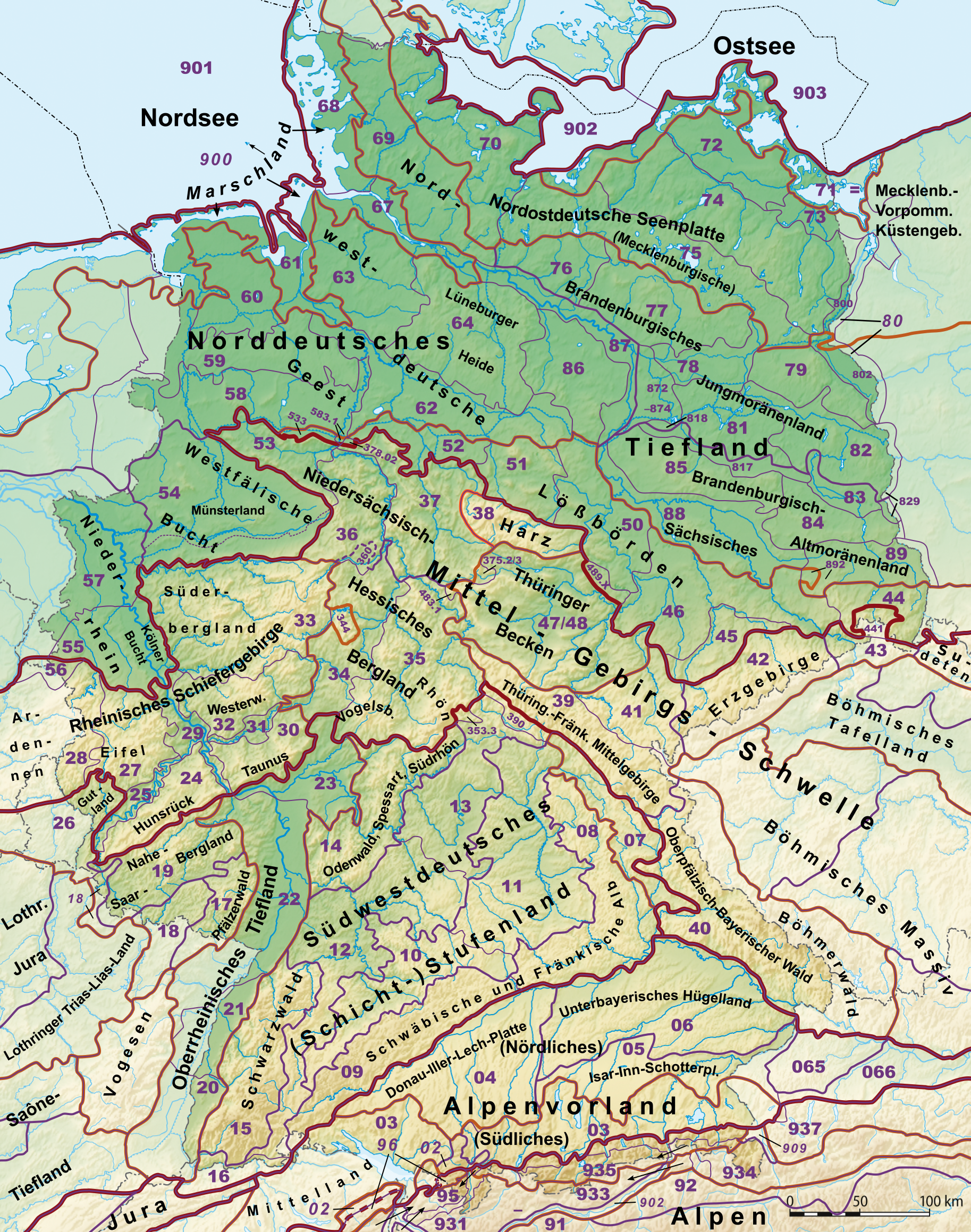
Naturräumliche Großregionen 1. Ordnung (dunkelrot), 2. Ordnung (orange) und 3. Ordnung (violett) bzw. Haupteinheitengruppen (violett, dünner) nach der Bundesanstalt für Landeskunde

## Разработка районирования
В основе районирования, которое используют Федеральная служба охраны природы и земельные службы, лежит «Руководство по природно-пространственному делению Германии», тома которого выходили в период с 1953 по 1962 год. В нём территория современной Германии (Тогда ФРГ и ГДР) была разделена на 86 групп основных единиц, которым присвоили двузначный номер от 01 до 90. При дальнейшем делении на более мелкие единицы, к номеру добавлялась ещё одна цифра и он становился трёхзначным.

## Новая нумерация от Федерального ведомства охраны природы
В 1992—1994 гг. Аксел Ссюманк и др.(Axel Ssymank et al) по заданию Федерального ведомства охраны природы переработали старую систему групп главных единиц с нумерацией от 01 до 90. Большинство старых групп главных единиц остались в своих границах. Другие были объединены по 2-4 группы главных единиц вместе.
Новая нумерация ведётся от D01 до D 73. Отсчет ведётся с севера на юг, то есть в направлении, противоположном старой нумерации.

## Список физико-географических регионов
Нумерация регионов в соответствии с приведённой в статье картой. В скобках приведена новая нумерация.

### Балтийское и Северное море

#### Северное море
- 900 Немецкая Бухта (без острова Гельголанд) (D70)
- 901 банка Доггер и центральное Северное море вокруг неё (D71)

#### Балтийское море
- 902 Западная Балтика (D72)
- 903 Восточная Балтика (D73)

### Северо-Германская низменность

#### Марши
- 61 Марши Эмса и Везера (D24)
- 67 Марши Эльбы (D24)
- 68 Шлезвиг-Гольштейнские марши (D21)

#### Побережье Мекленбурга-Передней Померании
- 71 Побережье Мекленбурга-Передней Померании (D01)

#### Северо-восточное Немецкое Поозерье
- 70 Шлезвиг-Гольштейнская холмистая равнина (D23)
- 75 Мекленбургское поозёрье (D04)

#### Центральная Северо-Германская низменность
- Гест Эмс-Везер
- Североэльбский гест
  - 63 гест Штаденер (D27)
  - 64 Люнебургская пустошь (D28)
  - 69 Шлезвиг-Гольштейнский гест (D22)
- Восточнонемецкие равнины и пустоши
- Западнонемецкие равнины и пустоши
  - 85 Флеминг (D11)
  - 86 Вендланд и Альтмарк (D29)
  - 87 Долина Эльбы (D09)
  - 88 Равнина Эльбы и Мульды (D10)
  - 89 Верхнелужицкие пустоши (D13)

### Средненемецкая возвышенность

#### Рейнские Сланцевые горы
- Айфель (D45)
  - 56 предгорья Фенна
  - 28 Западный Айфель
  - 27 Восточный Айфель
- 25 Долина Мозеля (D43)
- 24 Хунсрюк (D42)
- 29 Средний Рейн (D44)
- 33 Зюдербергланд (D38)
- 32 Вестервальд (D39)
- 31 Гиссен-Кобленцкая долина Лана (D40)
- 30 Таунус (D41)

#### Нижнесаксонско-Гессенские горы
- Нижнесаксонские горы (D36)
  - 53 Нижние Везерские горы
  - 36 Верхние Везерские горы (D46)
  - 37 горы Везер-Лайне (D47)
- Гессенские горы
  - 34 Западногессенские горы
  - 35 Восточногессенские горы

#### Гарц
- 38 Гарц (D37)

#### Тюрингенский бассейн
- 47 Тюрингенский бассейн(с краевыми возвышенностями) (D18)

#### Восточное среднегорье
- Тюрингенско-Франконское среднегорье (с Вогландтом)
  - 39 Тюрингенско-Франконское среднегорье (D48)
  - 41 Вогландт (D17)
- 42 Рудные горы (D16)
- Западные Судеты
  - 43 Саксонско-Богемские горы (D15)
  - 44 Оберлаузиц (Верхняя Лужица) (D14)
- 40 Верхнепфальцко-Баварский Лес (D63)

### Куэсты по обе стороны Верхнерейнского грабена

#### Юго-восточные куэсты
- Оденвальд, Шпессарт и южный Рён
- Шварцвальд (D54)
- Швабский и Франконский Альб
  - 08 Швабский Альб (D60)
  - 09 Франконский Альб (D61)